# ABS-CBN
La ABS-CBN Corporation, comunemente conosciuto come ABS-CBN, è una società di media e intrattenimento filippina con sede a Quezon City. È stato formato dalla fusione di Alto Broadcasting System (ABS) e Chronicle Broadcasting Network (CBN).

## Storia
L'azienda è stata fondata l'11 luglio 1946 come Bolinao Electronics Corporation (BEC). BEC è stata fondata da James Lindenberg, uno dei padri fondatori della televisione filippina, un ingegnere elettronico statunitense che si dedicò all'assemblaggio di apparecchiature radio e alla trasmissione radiofonica. Nel 1949, Lindenberg spostò Bolinao alla trasmissione radiofonica con DZBC e ideò l'introduzione della televisione nel paese nel 1953.
Nel 1951, Lindenberg si associò ad Antonio Quirino, fratello dell'allora presidente filippino Elpidio Quirino, per provare a cimentarsi nella trasmissione televisiva. Nel 1952, BEC fu rinominata Alto Broadcasting System o ABS (con Alto Sales Corporation come nome aziendale). "Alto" era una contrazione dei nomi di battesimo di Quirino e di sua moglie, Tony e Aleli, ed è spagnolo per "alto". Nonostante avessero pochi soldi e risorse, l'ABS fu in grado di costruire la sua torre televisiva entro luglio 1953 e importare circa 300 apparecchi televisivi. Le trasmissioni di prova iniziali iniziarono a settembre dello stesso anno. La prima trasmissione completa fu il 23 ottobre 1953, di una festa nell'umile dimora di Tony Quirino. La stazione televisiva era nota come DZAQ-TV.
Il 16 giugno 1955, l'atto della repubblica numero 1343 firmato dal presidente Ramón Magsaysay concesse al Manila Chronicle la sua concessione di trasmissione, portando alla formazione del Chronicle Broadcasting Network.
Il Chronicle Broadcasting Network (CBN) fu fondato il 24 settembre 1956 da Eugenio Lopez Sr. e dall'allora vicepresidente filippino Fernando Lopez. Inizialmente, la rete si concentrò solo sulla trasmissione radiofonica. Lanciò la sua stazione televisiva, DZXL-TV 9, il 19 aprile (o luglio) 1958. Il 24 febbraio 1957, Don Eugenio acquisì ABS da Quirino e Lindenberg. Un mese dopo, Don Eugenio acquisì anche Monserrat Broadcasting System.
Nel 1958, fu inaugurata la nuova sede centrale della rete a Dewey Boulevard e tutte le operazioni radiofoniche e televisive furono consolidate nei suoi due edifici: le stazioni radio presso il Chronicle Building in Aduana Street, Intramuros, Manila e le operazioni televisive presso il nuovissimo edificio Dewey Boulevard a Pasay, Rizal.
Il marchio ABS-CBN fu utilizzato per la prima volta nel 1961. Tuttavia, fu solo il 1º febbraio 1967 che il nome aziendale fu cambiato in ABS-CBN Broadcasting Corporation. Prima di essere chiamato ABS-CBN Broadcasting Corporation, il nome aziendale era Bolinao Electronics Corporation (BEC).
Nell'agosto 2007, il nome aziendale del conglomerato e della rete è stato cambiato semplicemente in ABS-CBN Corporation per riflettere la sua diversificazione. Secondo il presidente del conglomerato, Gabby Lopez, durante la sua assemblea annuale degli azionisti tre anni dopo, il 27 maggio 2010, il cambio di nome è stato "una risposta ai cambiamenti nel panorama dei media apportati dalla tecnologia. Il settore dei media è andato oltre la semplice trasmissione per comprendere altre piattaforme".

## Canali televisivi

### Nazionali
Attuali
- Kapamilya Channel - notizie e intrattenimento. È stata lanciata nel 2020. È il canale via cavo principale dell'azienda.
- ABS-CBN News Channel (ANC) - canale di notizie in lingua inglese. È stata lanciata nel 1996 come Sarimanok News Network (SNN), ha assunto il nome ABS-CBN News Channel nel 1999.
- Cinema One - canale cinematografico. È stata lanciata nel 1994 come Sky 1, ha assunto il nome Pinoy Blockbuster Channel nel 1999 e Cinema One nel 2001.
- Cine Mo! - canale volto a un pubblico maschile. È stata lanciata nel 2011.
- Jeepney TV - canale televisivo classico. È stata lanciata nel 2012.
- Knowledge Channel - canale educativo. È stata lanciata nel 1999.
- Metro Channel - canale volto a un pubblico femminile. È stata lanciata nel 2018.
- Myx - canale musicale.  È stata lanciata nel 2000 come programma televisivo su Studio 23 e divenne un canale televisivo autonomo nel 2002.
- TeleRadyo Serbisyo - canale di notizie in lingua tagalog. È stata lanciata nel 2023, in comproprietà con Prime Media Holdings Inc./Philippine Collective Media Corporation.

Cessati
- ABS-CBN - notizie, intrattenimento e sport. Fu lanciato nel 1953 e chiuso a causa della legge marziale nel 1972. Fu rilanciato nel 1986 e chiuso di nuovo nel 2020, in seguito alla scadenza della sua licenza di trasmissione. Era la principale emittente televisiva dell'azienda.
- ABS-CBN Regional Channel - canale regionale. È stata lanciata nel 2016 e chiusa nel 2018.
- ABS-CBN Sports and Action (S+A) - canale sportivo. È stata lanciata nel 2014 e chiusa nel 2020.
- Asianovela Channel - canale di dramma e intrattenimento. È stata lanciata nel 2018 e chiusa nel 2020.
- Balls - canale sportivo via cavo. È stata lanciata nel 2008 e chiusa nel 2015.
- CgeTV - canale video. È stata lanciata nel 2010 e chiusa nel 2012.
- Hero - canale anime. È stata lanciata nel 2005 e chiusa nel 2018.
- Lifestyle Network (versione locale) - canale di stile di vita. È stata lanciata nel 1999 e chiusa nel 2018.
- Liga - canale sportivo via cavo. È stata lanciata nel 2018 e chiusa nel 2020.
- Maxxx - canale volto a un pubblico maschile. È stata lanciata nel 2008 e chiusa nel 2010.
- Movie Central - canale cinematografico di Hollywood. È stata lanciata nel 2018 e chiusa nel 2020.
- O Shopping - canale di televendita, di proprietà congiunta con CJ ENM Commerce Division. È stata lanciata nel 2013 e chiusa nel 2020.
- PIE - canale di intrattenimento, di proprietà congiunta di Broadcasts Enterprises and Affiliated Media Inc. È stata lanciata nel 2022 e chiusa nel 2023.
- Studio 23 - canale volto a un pubblico giovane. È stata lanciata nel 1996 e chiusa nel 2014.
- Tag - canale cinematografico. È stata lanciata nel 2016 e chiusa nel 2018.
- TeleRadyo - canale di notizie in lingua tagalog. È stata lanciata nel 2007 come DZMM TeleRadyo, ha assunto il nome TeleRadyo nel 2020. È stata chiusa nel 2023.
- Velvet - canale volto a un pubblico femminile. È stata lanciata nel 2008 e chiusa nel 2014.
- Yey! - canale per bambini. È stata lanciata nel 2011 e chiusa nel 2020 come rete televisiva. È stata rilanciata nel 2021 come blocco di programmazione su Kapamilya Channel, A2Z (di proprietà di Zoe Broadcasting Network), Jeepney TV e All TV (di proprietà di Advanced Media Broadcasting System).

### Internazionali
Attuali
- The Filipino Channel (TFC) - notizie, attualità, stile di vita e intrattenimento. È stata lanciata nel 1994. È il principale canale internazionale dell'azienda.
- ANC Global - notizie e attualità. È stata lanciata nel 2001. È la versione internazionale della ABS-CBN News Channel.
- Cinema One Global - canale cinematografico. È stata lanciata nel 2004. È la versione internazionale di Cinema One.
- Cine Mo Global - la versione internazionale di Cine Mo!. È stata lanciata nel 2020. È la versione internazionale di Cine Mo.
- Myx (versione internazionale) - la versione internazionale di Myx. È stata lanciata nel 2007.  È la versione internazionale di Myx.
- TeleRadyo Serbisyo Global - la versione internazionale di TeleRadyo Serbisyo, di proprietà congiunta di Prime Media Holdings/Philippine Collective Media Corporation. È stata lanciata nel 2023. È la versione internazionale di TeleRadyo Serbisyo.

Cessati
- Lifestyle Network (Stati Uniti d'America) - la versione statunitense di Lifestyle Network (ora Metro Channel). È stata chiusa nel 2020.
- S+A International - la versione internazionale di ABS-CBN Sports and Action. È stata lanciata nel 2015 e chiusa nel 2020.
- Bro
- Kapamilya Channel (versione internazionale)
- Pinoy Central TV
- TeleRadyo Global - la versione internazionale di TeleRadyo. È stata lanciata nel 2007 come DZMM TeleRadyo e chiusa nel 2023.

## Canali radiofonici
Attuali
- DWPM Radyo 630 - news e talk radio. È stata lanciata nel 2023, in comproprietà con Prime Media Holdings Inc./Philippine Collective Media Corporation.
- MOR Entertainment - musica filippina, contemporanea per adulti, CHR. È stata lanciata nel 2020.
- myxRadio - musica. È stata lanciata nel 2019.

Cessati
- Radyo Patrol (AM) - notizie e radio parlate. È stata lanciata nel 1986 e chiusa nel 2020.
  - DZMM Radyo Patrol 630 (Manila)
  - DYAP Radyo Patrol 765 (Palawan)
  - DYAB Radyo Patrol 1512 (Cebu)
  - DXAB Radyo Patrol 1296 (Davao)
- MOR Philippines/My Only Radio (FM) - musica filippina, contemporanea per adulti, CHR. È stata lanciata nel 1986 (come ABS-CBN Radio) e chiusa nel 2020.
  - MOR 101.9 My Only Radio For Life! (Manila)
  - MOR 101.1 My Only Radio MORe Na Ron! (Davao)
  - MOR 103.1 My Only Radio Dayta Ah! (Baguio)
  - MOR 101.5 My Only Radio Sikat! (Bacolod)
  - MOR 99.9 My Only Radio Sikat! (Puerto Princesa)
  - MOR 93.5 My Only Radio Yan ang MORe! (Nāga)
  - MOR 93.9 My Only Radio Pirmi Na! (Legazpi)
  - MOR 94.3 My Only Radio Araratan! (Dagupan)
  - MOR 94.3 My Only Radio Sikat! (Tacloban)
  - MOR 91.1 My Only Radio Abaw Pwerte! (Iloilo)
  - MOR 97.1 My Only Radio Lupig Sila! (Cebu)
  - MOR 98.7 My Only Radio Nah Ese Vale! (Zamboanga)
  - MOR 91.9 My Only Radio Chuy Kay' Bai! (Cagayan de Oro)
  - MOR 95.5 My Only Radio Ditoy Latta! (Laoag)
  - MOR 92.7 My Only Radio For Life! (General Santos)
  - MOR 95.1 My Only Radio For Life! (Cotabato)
  - MOR 99.7 My Only Radio For Life! (Sofronio Española)
  - MOR 91.3 My Only Radio For Life! (Isabela)

## Internet
- MOR TV
- Filipino On Demand
- iWantTFC
- ABS-CBNnews.com
- Kapamilya Online Live

## Controllate e divisioni

### Società controllate
- ABS-CBN Center for Communication Arts Inc. (Star Magic)
- ABS-CBN Convergence
  - ABS-CBNmobile - in comproprietà con Globe Telecom, chiusa nel 2018.
  - ABS-CBN TV Plus - introdotta nel 2015.
  - ABS-CBN TV Plus Go - introdotta nel 2019 e interrotta nel 2020.
- ABS-CBN Digital Media
- ABS-CBN Film Productions Inc. (Star Cinema/ABS-CBN Films)
  - ABS-CBN Music
    - ASAP Music - chiusa.
    - DNA Music
    - Inspire Music
    - Lodi Records
    - Old School Records
    - Star Events - organizzatore di concerti ed eventi.
    - Star Home Video - lanciata nel 2003.
    - Star Magic Records
    - Star Music - lanciata nel 1995.
    - StarPop
    - Tarsier Records
    - TNT Records - lanciata nel 2018.

  - Black Sheep Productions
  - Sine Screen
  - Skylight Films - chiusa nel 2018.
  - Star Creatives
- ABS-CBN Foundation Inc.
- ABS-CBN Global Ltd.
  - ABS-CBN Australia Pty. Ltd.
  - ABS-CBN Canada ULC
  - ABS-CBN Europe Ltd.
    - ABS-CBN Global Hungary Kft.
    - ABS-CBN Global Netherlands B.V.

  - ABS-CBN Japan Inc.
  - ABS-CBN Middle East Free Zone LLC
  - ABS-CBN Middle East LLC
- ABS-CBN Publishing Inc.
- ABS-CBN Theme Parks & Resorts
  - ABS-CBN Studio Experience - chiusa nel 2020.
  - KidZania Manila - chiusa nel 2020.
- ACJ O Shopping Corporation - in comproprietà con CJ ENM Commerce Division, chiusa nel 2020.
- Creative Programs Inc.
- Play Innovations Inc.
- Roadrunner Network Inc.
- Sarimanok News Network Inc.
- Sky Cable Corporation
  - Destiny Cable
  - Sky Cable
  - Sky Direct - chiusa nel 2020.

### Divisioni
- ABS-CBN Film Archives
- ABS-CBN International
- ABS-CBN Licensing
- ABS-CBN News and Current Affairs
- ABS-CBN Sports - chiusa nel 2020.
- ABS-CBN Studios
  - Dreamscape Entertainment
- Cable Channels and Print Media Group
- Creative Communications Management Group
- Manila Radio Division
- Regional Network Group (ABS-CBN Regional)
- Star Entertainment Group

## Loghi

1º febbraio 1967 - 21 settembre 1972
14 settembre 1986 - 31 dicembre 1999
1º gennaio 2000 - 31 dicembre 2013
In uso dal 1º gennaio 2014